# 渡瀬温泉
渡瀬温泉（わたぜおんせん）は、和歌山県田辺市本宮町（旧国紀伊国牟婁郡）にある温泉。

## 泉質
- 塩化物・炭酸水素塩泉（塩化物泉）

## 温泉街
地名は「わたぜ」なので、読み方は「わたぜおんせん」が正しい。「わたらせおんせん」とも呼ばれるのは、渡瀬温泉にコーナンの関連会社の株式会社わたらせ温泉が経営する施設があるためである。
四村川の広い谷間にあり、川の両岸に3軒の瀟洒なホテルと大きな日帰り入浴施設が存在する。ホテル、日帰り施設はいずれも同じ経営母体の運営である。「西日本最大の露天風呂」を謳い文句にしている。温泉施設は広い庭園となっており、その中に男性用は6箇所、女性用は5箇所の湯船を配し、その他に貸切の家屋風呂もある。3本の源泉から毎分600L以上の湯が湧いており、源泉掛け流しである。周辺にはキャンプ場や町民保養温泉センター（クアハウス熊野本宮）も存在する。

## 歴史
1957年（昭和32年）9月27日、厚生省告示第310号により、熊野本宮温泉郷の一部として湯の峰温泉、川湯温泉とともに国民保養温泉地に指定された。共に国民保養温泉地に指定された湯の峰温泉、川湯温泉とは毎年10月に献湯祭を開き、熊野本宮大社に献湯している。

## アクセス
- 紀勢本線新宮駅より熊野御坊南海バスと奈良交通の八木新宮特急バスおよび明光バスの熊野古道特急バスで約60分
- 紀勢本線紀伊田辺駅より龍神バスで約90分
- 紀勢本線白浜駅より明光バスの熊野古道特急バスで約70分
- 近鉄大和八木駅より八木新宮特急バスが近鉄高田市駅、近鉄御所駅、JR和歌山線五条駅を経て通る（大和八木駅より約5時間30分）